# Thérèse de Moëlien
 (mai 2015).
Thérèse de Moëlien de Trojolif, née à Rennes le 14 juillet 1759, baptisée à église Saint-Léonard de Fougères à l’âge de 8 ans[réf. nécessaire], guillotinée à Paris, le 18 juin 1793, est une royaliste française.

## Biographie
Bretonne et royaliste sous la Révolution, Thérèse de Moëlien est membre de l'Association bretonne et l'agente de son cousin, Armand Tuffin, marquis de La Rouërie. Aidée par sa grande beauté, elle engage des membres et apporte son aide en versant des sommes d'argent. Arrêtée par les révolutionnaires à la suite de la mort du marquis, elle put auparavant détruire nombre de documents, ce qui sauva la vie de nombreux conjurés. Envoyée à Paris pour y être jugée avec vingt-six autres associés, elle est condamnée à la peine de mort le 18 juin 1793 et exécutée le même jour.

### Iconographie
- Geoffroy Dauvergne, Les Amazones de la Chouannerie, 1955, fresque, réfectoire du collège Théophile Briant à Tinténiac